# 天主教济州教区
天主教濟州教區（拉丁語：Dioecesis Cheiuensis）是韓國一個羅馬天主教教區，屬光州總教區。範圍包括濟州島全島，座堂位於濟州市。2007年，有62,113名教友，估轄區總人口11.1%，有27個堂區、38名司鐸、9名修士、106名修女。
1971年設監牧區。1977年3月21日被升為教區。現任主教為姜禹一。

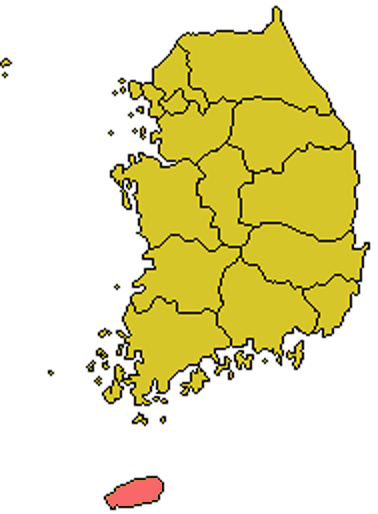
教區範圍